# 復旦大学駅
座標: 北緯31度17分53.81秒 東経121度29分43.3秒 / 北緯31.2982806度 東経121.495361度
復旦大学駅（ふくたんだいがくえき）は、中華人民共和国上海市楊浦区五角楊街道邯鄲路、復旦大学登輝環路南西側にある、上海軌道交通18号線の駅。

## 特徴
復旦大学駅の構内は紅色を基調色としており、ホーム壁には復旦大学の1920年建設当時のキャンパス計画図が刻まれている。また、駅コンコースの壁面には『千里江山図』と『富春山居図』の水墨画をモチーフにしたパブリックアートが掲示されており、11首の古体詩が添えられている。その中には復旦大学の名称の由来である「日月光華、旦復旦兮（『尚書大伝』）」も含まれる。
駅の装飾は復旦大学の要素が強く反映されているが、デザインは同済大学建築設計研究院によって行われた。

## 駅構造

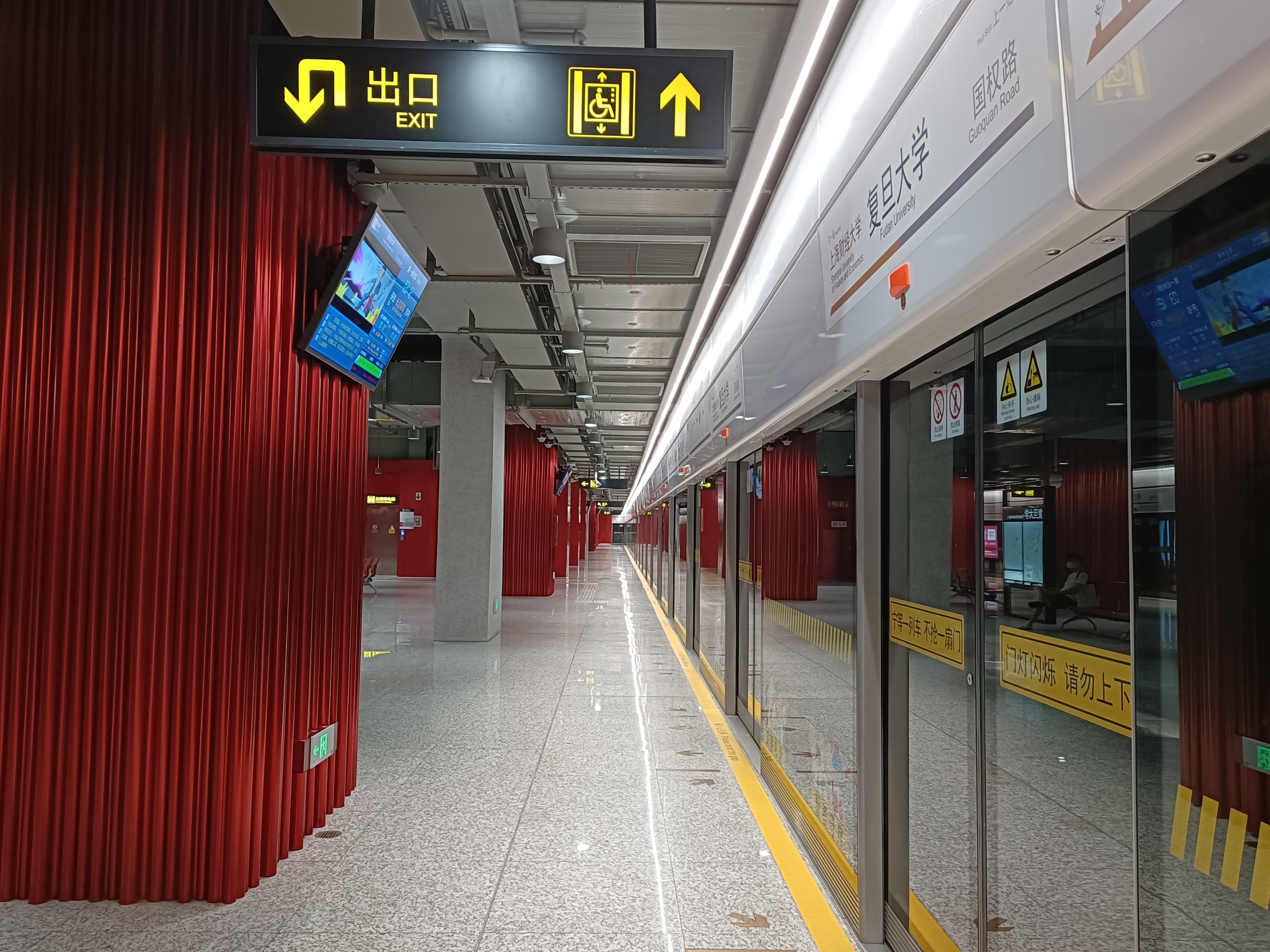
復旦大学駅ホーム

島式ホーム1面2線の地下駅で、出口は2箇所。

## 駅出口
復旦大学駅は1号出口と2号出口の2つの出口がある。
また、3A、3B号出口が邯鄲路の南北両側にそれぞれ計画されているが、建設はされていない。なお2号出口は中環路に阻まれ、南側住民からのアクセスが困難であり、邯鄲路当地区に横断路の整備を望む陳述が虹口区建設管理委員会に提出されている。これに対し委員会は参考の意向を示すに留まっている。

## 駅周辺
- 復旦大学

## 隣の駅
上海軌道交通
 18号線
上海財経大学駅 - 復旦大学駅 - 国権路駅